# Cujula Cadefises
Cujula Cadefises (em grego clássico: Κοζουλου Καδφιζου; romaniz.: Kozoulou Kadphizou; em caroste: Kujula Kasasa) foi um basileu (imperador) do Império Cuchana, e seu fundador ao unir a confederação iuechi, reinando de 40 a 90/5. Possivelmente é associado ao Chiujiuque (em chinês: 丘就卻; romaniz.: Qiujiuque) da obra Livros dos Últimos Hãs.